# ФК Искър (София)
Искър е български футболен отбор от София. Създаден е през 1996 г. в квартал Дружба.
През 1998/99 печели първенството на Югозападната В група и влиза в Б група. През пролетта на 2000 г. се обединява с Хебър (Пазарджик) под името Искър-Хебър, играе домакинските си мачове в Пазарджик и завършва на 3 място. Играе бараж срещу Добруджа (Добрич) за участие в А група, който спечелва с 1:0 (гол на Светлин Нончев в 90 минута, на стадион Георги Аспарухов, пред 6000 зрители). От следващия сезон Искър играе в Югозападната В група под името Хебър (София) на стадион Академик до зала Фестивална, а Хебър (Пазарджик) играе в А група. През 2002/03 г. се преименува на „Бед Бойс-Слатина“ (София) и през 2003/04 отпада от Югозападната В група. В началото на сезон 2004/05 подава заявка за участие в А ОФГ - София-град но се отказва, а през 2005/06 не е допуснат до участие заради неизплатени глоби от сезон 2003/04. Клубните цветове са тъмносиньо и червено.

## Успехи
- 1/16-финалист за купата на страната през 1999/2000 г.
- 3 място в Б група през 2000 г.
- 1 място в Югозападната В група през 1999 г.

## Известни футболисти
- Добрин Рагин
- Николай Минчев
- Анатоли Тонов
- Димитър Мутафов
- Радослав Кълвачев
- Дамян Дамянов
- Христо Арангелов
- Димитър Дойчинов
- Красимир Стоев
- Светлин Нончев
- Владимир Николов
- Красимир Дурчов
- Александър Тунчев
- Теофан Каралашев
- Кирил Кръстев
- Тодор Велев
- Александър Панталеев
- Антон Илиев
- Лъчезар Щерев
- Веселин Игнатов
- Мартин Стоянов
- Мариан Стоилов